# Marko Dinjar
Marko Dinjar (Osijek, 21 maggio 1986) è un allenatore di calcio ed ex calciatore croato, di ruolo difensore, tecnico del Vardarac.

## Carriera

### Club
Cresciuto nelle giovanili della squadra croata dell'Osijek.